# John L. Estrada

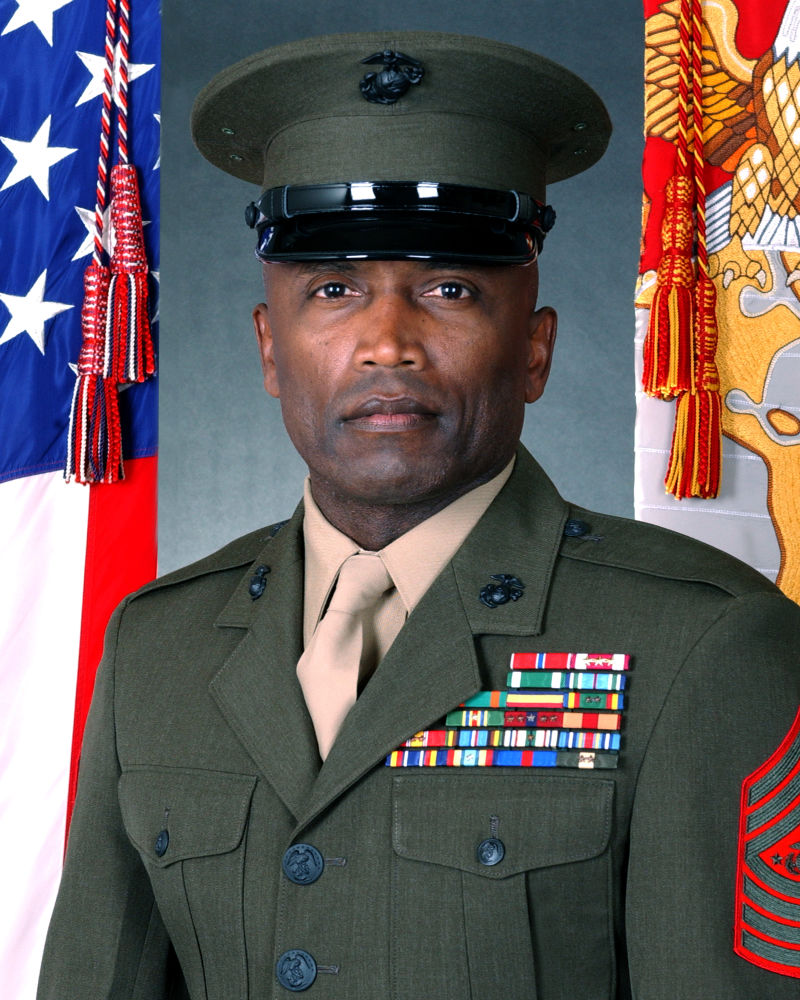
SMMC John L. Estrada

John L. Estrada (* 1955 in Laventille, Trinidad und Tobago) ist ein Sergeant Major des US Marine Corps und war vom 26. Juni 2003 bis zum April 2007 der 15. Sergeant Major of the Marine Corps. Ihm folgte am 25. April Carlton W. Kent nach.

## Militärische Laufbahn
Sergeant Major Estrada trat am 5. September 1973 in den Dienst des US Marine Corps und wurde zunächst zum Flugzeugmechaniker ausgebildet. Ab August 1982 wurde Staff Sergeant Estrada als Drill Instructor im Marine Corps Recruit Depot San Diego eingesetzt. Im Jahr 1984 wurde er zum Gunnery Sergeant befördert. Von Dezember 1990 bis 1995 diente First Sergeant Estrada bei der 3rd Surveillance Reconnaissance and Intelligence Group im Camp Hansen auf Okinawa, Japan. Von Dezember 2001 bis Mai 2003 diente Sergeant Major Estrada im 3rd Marine Aircraft Wing. In dieser Zeit diente er auch in den Operationen Southern Watch und Iraqi Freedom.

## Auszeichnungen
Auswahl der Dekorationen, sortiert in Anlehnung der Order of Precedence of Military Awards:
- Navy Distinguished Service Medal
- Bronze Star
- Meritorious Service Medal (4 ×)
- Navy & Marine Corps Commendation Medal
- Joint Service Achievement Medal
- Navy & Marine Corps Achievement Medal
- Navy Unit Commendation
- National Defense Service Medal (3 ×)
- Southwest Asia Service Medal (2 ×)

## Sonstiges
Seit der Pensionierung arbeitet Estrada für Lockheed Martin und der Organisation Operation Homefront and the American Battle Monuments Commission. Nachdem er vom Präsidenten Barack Obama zum Botschafter in Trinidad und Tobago ernannt wurde, akkreditierte er sich 2016. 2017 endete seine Amtszeit.